# Willen Dick
Dick Willen, nemški smučarski skakalec, * 10. september 1897, † 1980.
Willen je osvojil naslov svetovnega prvaka na sploh prvem Svetovnem prvenstvu 1925 v Johannisbadju in naslov svetovnega podprvaka na Svetovnem prvenstvu 1927 v Cortini d'Ampezzo.